# Калина Ольга Іванівна
О́льга Іва́нівна Кали́на (нар. 30 серпня 1959, с. Софине Хорольського району Полтавської області) — українська бандуристка і співачка (мецо-сопрано), учасниця тріо бандуристок «Вербена». Народна артистка України (1999).

## Творчість
Після закінчення Полтавського музичного училища імені Миколи Лисенка Ольга Калина працювала вчителем по класу бандури в музичній школі в Семенівці.
1986 — закінчила Київську консерваторію.
З 1983 року — учасниця тріо бандуристок «Вербена», створеного за ініціативи Сергія Баштана при Київській консерваторії.
Від 1987 — тріо бандуристок працює у Черкаській філармонії.
Згодом виступала в ансамблі «Росава».
Проживає з родиною в Черкасах. Виступає в дуеті з своїм чоловіком Олександром Сухановим, заслуженим артистом України, відомим в минулому солістом ансамблю пісні і танцю Київського військового округу. Працює ведучою концертних програм Черкаського народного хору.
У складі «Вербени» гастролювала в Польщі, США, Австрії, країнах СНД та інших країнах світу.
Знімалась у фільмі «Василь Симоненко» (1994, режисер В. Артеменко, «Укртелефільм»).

## Визнання
- 1988 — Перша премія Республіканського конкурсу виконавців на народних інструментах (Івано-Франківськ)
- 1993 — Перша премія Першого Міжнародного конкурсу бандуристів ім. Г. Хоткевича (Київ)
- 1999 — Народна артистка України